# Política identitària
Les polítiques d'identitat també anomenades de reconeixement són posicions polítiques basades en els interessos i perspectives dels grups socials amb els quals la gent identifica. Dit d'una altra manera, les polítiques d'identitat són el desig de buscar reconeixement a través d'algun fet diferencial que provoca discriminació social. Sovint promouen la fusió d'identitat entre l'individu i el grup.
Les característiques dels grups d'identitat així com les diferencies i límits amb altres grups són fets culturals, per tant depenen de com cada societat interpreti, accepti, i construeixi la realitat.
Exemples de polítiques d'identitat inclouen organitzacions socials basades en l'edat, religió, classe social o casta, cultura, dialecte, discapacitat, educació, ètnia, llengua, nacionalitat, sexe, identitat de gènere, generació, ocupació, professió, raça, afiliació a partit polític, orientació sexual, assentament, habitatge urbà i rural o estatus veterà.

## Naixement
El concepte de polítiques d'identitat s'ha utilitzat en el discurs polític des d'almenys els anys 70 amb l'objectiu de donar veu als oprimits mitjançant un procés de conscienciació. Sorgeix de l'afirmació que l'humanisme universalista desenvolupat per la filosofia social de la Il·lustració que defensa la igualtat i els drets humans ha fracassat. Aquest fracàs es deu a diversos factors que inclouen experiències històriques, cultura i relacions de poder entre grups socials que desemboquen en desigualtats, negació de drets i explotació de grups oprimits.
La primera vegada que es fa referència directa a polítiques d'identitat la trobem dins la declaració fundacional de grup feminista negre Combahee River Collectve, on podem llegir : "centrar-se en la nostra pròpia opressió es materialitza en el concepte de política d'identitat", i que "la política més radical ve directament de la nostra pròpia identitat ".
Durant la dècada de 1980, la política d’identitat es va fer molt destacada i es va relacionar amb una nova onada d'activisme del moviment social.

## Debats
Actualment l'efectivitat de les polítiques d'identitat estan en qüestió, sobretot sota condicions de creixent desigualtat estructural i diversitat cultural.
Revisem dos dels debats principals que estan sobre de la taula.

### La lluita pel reconeixement
Nancy Fraser, escriptora, teòrica estatunidenca i feminista socialista intenta analitzar el dilema entre les polítiques de distribució i les de reconeixement amb l'objectiu de millorar la justícia social. Fraser distingeix polítiques de redistribució que actuarien sobre les injustícies de caràcter material com per exemple el treball, l'habitatge, la salut, o l'educació i polítiques de reconeixement que actuarien sobre les injustícies de caràcter cultural i simbòlica arrelada a models socials de representació, interpretació i comunicació.
Fraser creu que els dos tipus de polítiques es contraposen, per una banda les de redistribució promouen la identitat col·lectiva, les de reconeixement promouen la diferència de les identitats de grup. La crítica que rep l'anàlisi de Fraser  és que no posa en qüestió la distribució bàsica de la riquesa, per tant li recriminen que el seu model socialdemòcrata es quedi curt pel capitalisme globalitat neoliberal.

### Interseccionalitat: Alternativa a les polítiques d'identitat
Des dels anays vuitanta les activistes feministes defensen la Interseccionalitat com a intent de tenir en compte la interrelació entre les desigualtats a l'hora de desenvolupar estratègies polítiques. Parteixen de la base que les discriminacions socials no poden ser considerades de manera idèntica perquè els mecanismes i processos en els quals es manifesten no són iguals, i per tant, no hi podem actuar amb la mateixa intensitat. Serien un pas més a les polítiques d'identitat que només se centren en una reclamació i serien més limitades. A part que la interseccionalitat pot ajudar a determinats grups socials i individus que no tenen la capacitat de sortir a l'agenda política i estan exclosos i desplaçats de la societat.
La crítica que reben aquestes polítiques, és que encara han de ser atentament revisades per no caure en les conseqüències d'estigmatització i homogeneïtzació que elles mateixes critiquen de les polítiques d'identitat.